# Canton de Valence-sur-Baïse
Le canton de Valence-sur-Baïse est une ancienne division administrative française située dans le département du Gers et la région Midi-Pyrénées.

## Géographie
Ce canton était organisé autour de Valence-sur-Baïse dans l'arrondissement de Condom. Son altitude variait de 75 m (Maignaut-Tauzia) à 232 m (Larroque-Saint-Sernin) pour une altitude moyenne de 152 m.

## Composition
Le canton de Valence-sur-Baïse regroupait seize communes et comptait 4 503 habitants (population municipale) au 1er janvier 2012.
| Communes               | Population (2012) | Code postal | Code Insee |
| ---------------------- | ----------------- | ----------- | ---------- |
| Ayguetinte             | 152               | 32410       | 32024      |
| Beaucaire              | 277               | 32410       | 32035      |
| Bezolles               | 156               | 32310       | 32052      |
| Bonas                  | 122               | 32410       | 32059      |
| Castéra-Verduzan       | 830               | 32410       | 32083      |
| Justian                | 93                | 32190       | 32166      |
| Lagardère              | 55                | 32310       | 32178      |
| Larroque-Saint-Sernin  | 183               | 32410       | 32196      |
| Maignaut-Tauzia        | 181               | 32310       | 32224      |
| Roquepine              | 46                | 32100       | 32350      |
| Roques                 | 120               | 32310       | 32351      |
| Rozès                  | 109               | 32190       | 32352      |
| Saint-Orens-Pouy-Petit | 141               | 32100       | 32400      |
| Saint-Paul-de-Baïse    | 100               | 32190       | 32402      |
| Saint-Puy              | 603               | 32310       | 32404      |
| Valence-sur-Baïse      | 1 151             | 32310       | 32459      |

## Administration

### Conseillers généraux de 1833 à 2015
| Période | Période      | Identité                            | Étiquette             | Qualité |
| ------- | ------------ | ----------------------------------- | --------------------- | --- |
| 1833    | 1839         | Comte Marie-Jean Hugolin de Grisony | Royaliste             | Propriétaire, maire de Rozès Ancien député (1815-1816) |
| 1839    | 1848         | Jean-Dominique Lussan               | Orléaniste            | Propriétaire, maire de Valence-sur-Baïse, conseiller d'arrondissement |
| 1848    | 1850 (décès) | Comte Marie-Jean Hugolin de Grisony | Royaliste             | Propriétaire, maire de Rozès Ancien député (1815-1816) Président du Conseil Général |
| 1850    | 1852         | Jean Joseph Marie Duprom            | Républicain           | Vétérinaire, maire de Valence-sur-Baïse (1848, 1849-1852) |
| 1852    | 1870 (décès) | Jean-Dominique Lussan               | Orléaniste            | Propriétaire, juge de paix Maire de Valence-sur-Baïse (1858-1869) |
| 1870    | 1887 (décès) | Jean Joseph Marie Duprom            | Républicain           | Vétérinaire, maire de Valence-sur-Baïse (1876-1887) |
| 1887    | 1897 (décès) | Victor Branet                       |                       | Maire de Saint-Puy (1884-1897) |
| 1897    | 1906 (décès) | Sévérus Philip                      | Rad.                  | Propriétaire à Castéra-Verduzan Maire de Larroque-Saint-Sernin |
| 1906    | 1937         | Félix Duprom                        | Rad.                  | Vétérinaire Maire de Valence-sur-Baïse (1887-1935) Président du Conseil Général |
| 1937    | 1940         | Louis-François Dubosc               | SFIO                  | Instituteur Député (1936-1942) |
|         |              |                                     |                       | |
| 1945    | 1979         | Alexandre Baurens                   | SFIO puis PSU puis PS | Exploitant agricole à Beaucaire Député (1946-1958) Président du Conseil Général (1967-1970) Maire de Valence-sur-Baïse (1944-1979)                                                                                                  |
| 1979    | 1992         | Aubert Garcia                       | PS                    | Médecin - Sénateur de 1989 à 1998 Maire de Castéra-Verduzan (1965-1995) |
| 1992    | 1998         | Guy Philip                          | DVD                   | Propriétaire à Castéra-Verduzan, éleveur de trotteurs |
| 1998    | 2015         | Philippe Martin                     | PS                    | Chef de cabinet ministériel Ancien adjoint au Maire de Valence-sur-Baïse Président du Conseil Général (1998-2013 et depuis 2014 ) Député (2002-2013 et 2014-2017) Ministre (2013-2014) Elu en 2015 dans le Canton de Baïse-Armagnac |

### Conseillers d'arrondissement (de 1833 à 1940)
| Période                                  | Période      | Identité                                | Étiquette           | Qualité |
| ---------------------------------------- | ------------ | --------------------------------------- | ------------------- | --- |
| 1833                                     | 1836         | M. Courtès                              |                     | Avocat, maire de Saint-Puy                                                                                  |
| 1836                                     | 1839         | Jean Dominique (de) Lussan              |                     | Propriétaire à Valence                                                                                      |
| 1839                                     | 1845         | Raymond Labat                           |                     | Docteur en médecine, maire de Saint-Puy                                                                     |
| 1845                                     | 1848         | Jean Joseph Ferdinand Bazin (1795-1874) |                     | Maire de Valence                                                                                            |
|                                          |              |                                         |                     | |
| 1892                                     | 1910         | Raoul Lary                              | Républicain radical | Médecin, Saint-Orens-Pouy-Petit                                                                             |
| 1910                                     | 1928         | Constant Plantevigne                    | Radical             | Propriétaire, maire de Saint-Puy                                                                            |
| 1928                                     | 1937 (décès) | Émile Capuron                           | SFIO                | Maire de Larroque-Saint-Sernin puis d'Ayguetinte                                                            |
| 1937                                     | 1940         | Marius Philip (1899-1975)               | SFIO                | Maire de Castéra-Verduzan (1922-1941 et 1945-1965)                                                          |
| 1940                                     |              |                                         |                     | Les conseils d'arrondissement ont été suspendus par la loi du 12 octobre 1940 et n'ont jamais été réactivés |
| Les données manquantes sont à compléter. |              |                                         |                     | |

## Démographie
| 1962  | 1968  | 1975  | 1982  | 1990  | 1999  | 2006  | 2011  | 2012  |
| ----- | ----- | ----- | ----- | ----- | ----- | ----- | ----- | ----- |
| 5 242 | 4 942 | 4 582 | 4 489 | 4 401 | 4 319 | 4 494 | 4 534 | 4 503 |